# Giovanni Marigliano (paroliere)
Giovanni Marigliano, detto Giuvanne 'E ll'acqua 'e mare (Napoli, 24 novembre 1934 – San Giorgio a Cremano, 25 febbraio 2011), è stato un paroliere italiano.

## Biografia
Come paroliere firma agli inizi degli anni '60 un contratto con le edizioni musicali La Canzonetta, con cui pubblica le prime canzoni.
Debutta al Festival di Napoli 1966 con Lacreme d'autunno, presentata da Tony Astarita e Dino Prota.
Nel 1967 scrive con Luigi Cioffi il testo di Casarella 'e piscatore, musicata da Enrico Buonafede, che viene presentata da Mario Trevi (Durium) e Gloria Christian (vis Radio) al Festival di Napoli 1967.
Torna nuovamente al Festival di Napoli nel 1970 con Sulitario, musicata da Enzo Di Domenico e presentata da Mario Trevi e Giulietta Sacco; nello stesso anno scrive Stelletella Stelletè, che Mario Abbate presenta a Piedigrotta.
Partecipa a Un disco per l'estate 1974 con Chi è nnammurato 'e te, cantata da Tony Bruni (su musica di Felice Genta).
Nel 1981 la sua canzone Spusalizio 'e marenare è cantata da Mario Merola nel film Napoli, Palermo, New York - Il triangolo della camorra.
Tra gli altri artisti, oltre a quelli già citati, che hanno inciso le sue canzoni vi sono Antonio Buonomo, Pino Mauro, Luciano Rondinella e Carmelo Zappulla.
Alla SIAE risultano depositate a suo nome 206 canzoni.